# 盛明利
甲政盛明利（1822年—1860年7月12日），生於大清廣東惠州府惠城，籍貫客家，得英殖民政府封賞甲必丹官祿。1860年遭梟首仙逝，後為甲政葉亞來與其麾下大將鍾炳共尊爲「仙四師爺」。

## 墓地
盛明利坟墓原版是葬在马六甲。被人发现后，迁葬至雪兰莪士毛月的广东义山。

## 早年
盛明利在7歲時進入私塾就讀，15歲時還拜名師學武。在當時惠州府的羅浮山常有強盜出沒，盛明利家人只得遷往新安縣（今紫金縣）葵涌圩。由於環境變遷，盛明利變輟學並開始學習經商，深得老闆的賞識，將他躍升為幫櫃，不久到掌櫃。這十四年間，盛明利獲得豐富的商場經驗。在道光，28歲的盛明利嚮往南洋的生活，便在該年8月1日下南洋去。

## 下南洋
同年8月29日，盛明利抵達馬六甲，並獲得當地鴻發號老闆陳玉發的錄用。盛明利的表現讓陳氏賞識，便聘請他為襄理，協助陳氏經營雜貨及錫米的生意。1858年，37歲的盛明利奉陳氏的命令前往芙蓉亞沙開辦錫礦公司，並直接參與錫礦的開發。盛明利取得極大的成功，讓他更受陳氏的器重。

## 成為甲必丹
然而不久後，發生由亞沙及加攬母土著引發的械鬥事件，這事情的起因是亞沙土著將泥沙堵塞水道，導致沙攬母土著的錫礦場被淹沒。盛明利出面調解，為兩者重新劃分疆界，並出資開掘水道，以杜絕水淹之事再度發生。經過這次事件，盛明利被眾人尊為領袖，而後凡有糾紛，盛明利都幫助調停，並且化解眾人的恩怨，籍此廣結人緣，終於被封為雙溪烏戎（Sungai Ujong）的華人甲必丹。

## 爆發戰爭
咸豐10年（1860年），芙蓉的兩名土著酋長，因為爭奪華人錫米稅和保護費的緣故而爆發戰爭。華人礦地也隨著礦主分成兩派，並被牽入戰爭之中，於該年7月12日（8月26日）爆發戰爭。盛明利一方軍事失利，便帶領下屬撤退到盧骨，投靠盧骨的統治者拉者馬迪。然而途中迷路只得折返芙蓉，在溪水旁汲水時遭遇敵方酋長，39歲的盛明利就被砍下首級。盛明利死後，後人為了紀念他，便將其供奉為“仙師爺”。

## 遇害地點
據考證盛名利遇害的地點是在今芙蓉亞沙千古廟附近。傳說盛明利死時流的血是白血，死後被奉為仙師爺。據口述的歷史，原在盛明利手下任職的葉亞來幫他收屍運到馬六甲安葬。葉亞來後來在吉隆坡、芙蓉等地興建多處供奉仙師爺的廟宇，並聲稱得盛明利托夢指點，在吉隆坡搶地盤戰役中屢屢得勝。
注： 紫金縣清代稱為永安縣，新安縣則是今天深圳地區及香港特區，所以此處寫的新安縣地點存疑.

## 延伸閱讀
- 芙蓉甲必丹盛明利 （页面存档备份，存于）
- 當年被砍頭遇害 140年老廟供奉盛利明 （页面存档备份，存于）
- 惠州先民在森美兰历史上扮演过的角色[永久]